# 2426 Симонов
2426 Симонов (2426 Simonov) — астероїд головного поясу, відкритий 26 травня 1976 року.
Тіссеранів параметр щодо Юпітера — 3,258.